# لشکر ۱۱ پیاده (عراق)
لشکر ۱۱ پیاده عراق (انگلیسی: 11th Division) لشکر پیاده مکانیزه زیرمجموعه نیروی زمینی عراق است، که در سال ۱۹۵۹ تأسیس شد. این لشکر در خلال جنگ ایران و عراق از یگان‌های عمل‌کننده نیروی زمینی عراق بود و در عملیات بیت‌المقدس، عملیات طریق‌القدس و عملیات رمضان شرکت داشت.

## تاریخچه
در سال ۲۰۰۲، این لشکر از تیپ‌های ۲۳، ۴۵ و ۴۷ پیاده نظام تشکیل شد. با آغاز حمله ایالات متحده به عراق در سال ۲۰۰۳، سه عنصر به اندازه یک تیپ از این لشکر به عنوان بخشی از سپاه سوم، از منطقه ناصریه محافظت می‌کردند.
پس از اصلاحات در حدود سال‌های ۲۰۰۶ تا ۲۰۰۷، ستاد لشکر ۱۱ پیاده در ساختمان سابق وزارت دفاع در بغداد قرار داشت.
لشکر یازدهم در پایان سال ۲۰۰۷ به عنوان بخشی از افزایش نیروهای جنگ عراق در سال ۲۰۰۷ و طرح امنیتی بغداد سازماندهی مجدد شد. این لشکر از یک تیپ باتجربه، تیپ دوم، لشکر ۶ پیاده (که به تیپ اول آن تبدیل شد) تشکیل گردید و از کمک تیپ چهارم لشکر ۱ پیاده (که هنوز در بغداد در کنار لشکر یازدهم فعالیت می‌کند) برخوردار شد، که دو تیپ تازه تشکیل شده و یک تیپ در حال شکل‌گیری به آن اضافه شد. این لشکر از آوریل ۲۰۰۸ نقش مهمی در محاصره شهرک صدر ایفا کرد. حوزه مسئولیت این لشکر شرق بغداد است. تعداد سربازان آن در مقایسه با یک لشکر پیاده‌نظام استاندارد کم است.

## واحدهای لشکر
- تیپ ۴۲ پیاده نظام ('ببرها') - اعظمیه (شمال شرقی بغداد) (تیپ ۲ سابق، لشکر ۶ پیاده)
- تیپ ۴۳ پیاده نظام - غرب بغداد
- تیپ ۴۴ پیاده نظام - شهرک صدر
- تیپ ۴۵ پیاده نظام - شرق بغداد (از سال ۲۰۰۸ عملیاتی شد)